# Јосип Адамић
Јосип Адамић Едо (Везишће, код Чазме, 14. април 1907 — Загреб, 15. октобар 1931), политички радник и секретар Месног комитета СКОЈ-а за Загреб.

## Биографија
Рођен је 14. априлa 1907. у селу Везишћу код Чазме. Док је био столарски шегрт, постао је члан Савеза комунистичке омладине Југославије (СКОЈ) 1926. године. Тада се истакао у раду подружнице Савеза дрводелаца (Независни синдикати) у Загребу. Служећи војни рок у Боки Которској 1928. године, шири антимилитаристичку пропаганду у Ратној морнарици и притом ради на стварању организације СКОЈ-а.
После служења војног рока враћа се Загреб и ради у синдикатима. Године 1930. примљен је у чланство Комунистичке партије Југославије, а 1931. изабран је за секретара Месног комитета СКОЈ-а за Загреб. Сарађивао је са Јосипом Дебељаком, након што је овај био постављен на функцију секретара Централног комитета СКОЈ-а.
Убијен је 15. октобра 1931. године у загребачком насељу Светице, од стране полицијских агента, када су покушали да ухапсе Јосипа Дебељака.